# Generalni konzulat Republike Slovenije v Trstu
Generalni konzulat Republike Slovenije v Trstu je diplomatsko-konzularno predstavništvo (generalni konzulat) Republike Slovenije s sedežem v Trstu (Italija); spada pod okrilje Veleposlaništvu Republike Slovenije v Italiji.
Trenutni častni konzul je Jožef Šušmelj.